# (6677) Renoir
(6677) Renoir est un astéroïde de la ceinture principale.

## Description
(6677) Renoir est un astéroïde de la ceinture principale. Il fut découvert par Cornelis Johannes van Houten et Ingrid van Houten-Groeneveld le 16 octobre 1977 à l'observatoire Palomar. Il présente une orbite caractérisée par un demi-grand axe de 3,2559 UA, une excentricité de 0,0922 et une inclinaison de 14,6119° par rapport à l'écliptique.
Il fut nommé en hommage au peintre impressionniste français Auguste Renoir.

## Compléments